# L'Ordure à l'état Pur
L'Ordure à l'état Pur è il quarto album della band francese Peste Noire pubblicato nel 2011.

## Tracce
1. Casse, Pêches, Fractures Et Traditions – 10:48
2. Cochon Carotte Et Les Sœurs Crotte – 8:28
3. J'Avais Rêvé Du Nord – 20:26
4. Sale Famine Von Valfoutre – 11:32
5. La Condi Hu – 9:09

## Formazione
- Famine - voce, chitarre, composizione
- Indria - basso
- Vicompte Chtedire De Kroumpadis - batteria
- Audrey Sylvain - voce
- Rachid De France - trombone
- Engwar - violoncello, timpani
- Miss Peste Nègre - fisarmonica